# Mohamed Bel Hadj
Pour les articles homonymes, voir Bel Hadj.
Mohamed Bel Hadj, né le 18 mars 1905, à Saïda (ex-département d'Oran) en Algérie et mort le 10 janvier 1945 à Sainte-Marie-aux-Mines (Haut-Rhin), est un militaire français, compagnon de la Libération.
Il est l'un des douze compagnons de la Libération du  22e Bataillon de Marche nord-africain (22e BMNA) de la 1re division française libre (1re DFL).

## Biographie

### Entre-deux guerres
Mohamed Bel Hadj s'engage dans l'armée en Algérie en août 1923. Il sert  au sein de régiments de tirailleurs algériens (RTA) pendant la pacification du Maroc jusqu'en 1927 puis au Levant de 1928 à 1939. 
En 1930, il est promu caporal, en 1933, sergent  puis en 1937, sergent-chef.

### Seconde Guerre mondiale
En juin 1941, il participe à la campagne de Syrie contre les forces britanniques et les Forces françaises libres (FFL) au sein du 22e RTA de l'armée d'armistice. Le 19 juin 1941, il est  blessé par éclat d'obus à la jambe, lors de la bataille de Merdjayoun (en).
Le 6 août 1941, il déserte et s'engage dans les FFL.
En octobre 1941, il est promu adjudant et intègre la 22e Compagnie Nord-africaine (22e CNA), créée en juin 1941, commandée par le capitaine Lequesne, et composée de tirailleurs nord-africains qui ont rejoint les FFL. Rattachée à la 1re Brigade Française Libre (1re BFL) du général Koenig, la 22e CNA participe à la campagne de Libye.
Il combat à la bataille de Bir Hakeim du 8 mai au 11 juin 1942 et sauve la vie du commandant de compagnie par deux fois. La 22e CNA subit des pertes importantes, 74 hommes hors de combat (10 tués, 47 disparus et 17 blessés)  sur un effectif d’environ 150 hommes.
La 22e CNA participe ensuite à la seconde bataille d'El Alamein en octobre 1942.
Le 1er juillet 1943, la  22e CNA devient le 22e Bataillon de Marche nord-africain (22e BMNA) de la 1re division française libre (1re DFL). 
En avril 1944, la 1re DFL rejoint le corps expéditionnaire français en Italie et Mohamed Bel Hadj participe à la campagne au sein du 22e BMNA. Il combat lors de la bataille du Garigliano en mai 1944. Le 18 mai, le 22e BMNA est cité à l’ordre de l’Armée par le général de Gaulle.
Le 1er juillet 1944, il est promu adjudant-chef et le 17 août 1944, il débarque avec son bataillon en Provence sur la plage de Cavalaire. Il participe à la bataille de Toulon fin août puis à toute la campagne de France jusqu'en Alsace,.
Le 25 novembre 1944, il est promu sous-lieutenant.
Le 9 janvier 1945, durant la campagne d'Alsace, son véhicule saute sur une mine à  Dambach-la-Ville dans le Bas-Rhin. Grièvement blessé, il meurt durant son transfert à l'hôpital à Sainte-Marie-aux-Mines (Haut-Rhin), à la 2° compagnie du 14° Bataillon Médical,.
Mohamed Bel Hadj est inhumé à la nécropole nationale de Sigolsheim.

## Hommages
Le 15 août 2019, lors des commémorations du 75e anniversaire du débarquement de Provence du 15 août 1944, Emmanuel Macron lui rend hommage dans son discours :

« Je pense à un autre compagnon de la Libération, le Lieutenant Mohamed Bel Hadj. Né en Algérie en 1905, en juin 1942 à Bir-Hakeim alors adjudant, il sauve par deux fois, au péril de sa vie, son Commandant de compagnie. Débarqué en Provence le 17 août avec ses frères d'armes du 22ème bataillon de marche nord-africain, Mohamed Bel Hadj est mort pour la France le 10 janvier 1945 au cours de la campagne d'Alsace. Il dit au médecin qui tentait de soigner sa blessure : "le Lieutenant Bel Hadj va mourir mais cela ne fait rien. Vive la France ! »

## Décorations
- Compagnon de la Libération à titre posthume par décret du 17 novembre 1945[6]
- Médaille militaire (1er janvier 1943)
- Croix de guerre 1939–1945
- Médaille coloniale avec agrafe Maroc
- Médaille commémorative de Syrie-Cilicie
- Chevalier du Mérite militaire Syrien